# Bauer Cup 2005
Il Bauer Cup 2005 è stato un torneo di tennis facente parte della categoria ATP Challenger Series nell'ambito dell'ATP Challenger Series 2005. Il torneo si è giocato a Eckental in Germania dal 7 al 13 novembre 2005 su campi in sintetico indoor.

## Vincitori

### Singolare
Michael Berrer ha battuto in finale  Steve Darcis con il punteggio di 6–3, 4–6, 6–4

### Doppio
Christopher Kas /  Philipp Petzschner hanno battuto in finale  Torsten Popp /  Jasper Smit con il punteggio di 6–3, 7–5